# Telles
Telles là một chi bướm ngày thuộc họ Bướm nâu.